# Štědronín
Štědronín je osada v okrese Písek v Jihočeském kraji. Společně s nedalekými Plazy tvoří vesnici Štědronín-Plazy, která je částí obce Varvažov. Osada leží na levém břehu řeky Otavy.

## Historie
Osada byla založena v první polovině 16. století rodem Štědronských. První stavbou této osady byl statek ležící na břehu rybářství. Zástavba se dále rozšiřovala o chalupy, ve kterých bydleli pacholci a děvečky pracující na tomto statku i noví přistěhovalci.
V roce 1952 se zde natáčel film Plavecký mariáš, ve kterém hrálo i několik místních obyvatel.

## Pamětihodnosti
Ve vesnici se nachází několik roubených budov. U cesty jižně od vsi stojí pomník Martina Štědronského a u silnice severozápadně od vesnice stojí pomník obětem druhé světové války. Na návsi se nachází křížek.